# Adenophorea
Los adenofóreos (Adenophorea) es una clase de los nematodos. Es una de las dos clases tradicionales de nematodos; está fundamentada en criterios morfológicos, pero no está soportada por los análisis moleculares modernos.

## Características
Los anfidios postlabiales son de forma variable (circular, en espiral o de bolsa), en forma de poro o complicados; deridios ausentes; fasmidios en general también ausentes; con glándulas hipodermales; aparato excretar, cuando está presente, simple, no tubular; machos generalmente con dos testículos; raramente hay alas caudales; papilas sensoriales tanto en la región cefálica como en el resto del cuerpo. Presentan sedas cefálicas y glándulas hipodermales uninucleadas; en algunos casos se presentan papilas somáticas. Cutícula con cuatro estratos y la superficie cuticular por lo regular lisa, aunque puede tener estriaciones transversales o longitudinales. El sistema excretor, cuando está presente, se compone de una sola célula o renete y no presenta túmulos colectores; con seis o más pseudocelomocitos. Son marinos, de agua dulce o terrestres.

## Taxonomía
De modo tradicional, los adenofóreos se dividen en dos subclases y 11 órdenes.
Subclase Enoplia
Orden Enoplida
Orden Isolaimida
Orden Mononchida
Orden Dorylaimida
Orden Stichosomida
Orden Triplonchida
Subclase Chromadoria
Orden Araeolaimida
Orden Chromadorida
Orden Desmoscolecida
Orden Desmodorida
Orden Monhysterida